# Militärflugplatz Creil

i7
i11
i13
Die Base aérienne 110 Creil (B.A. 110) ist eine Militärbasis der französischen Luftstreitkräfte (Armée de l’air), die bis 2016 als Militärflugplatz genutzt wurde. Die Basis, die nach Lieutenant-colonel Guy de La Horie benannt ist, liegt in der Region Hauts-de-France im Département Oise auf dem Gebiet Creils und der Nachbargemeinde Verneuil-en-Halatte etwa drei Kilometer östlich von Creil. Sie bildet inzwischen einen Teil der gleichnamigen „base de défense“ (BdD) und ist unter anderem Heimatbasis der leichten Transportflugzeuge der Armée de l’air.

## Geschichte
Die erste Landung in Creil, in der Nähe des heutigen Gymnasiums J. J. Rousseau, fand am 17. August 1910 durch einen Voisin Doppeldecker, gesteuert durch Georges Legagneux, statt. Nach Ausbruch des Ersten Weltkrieges wurde Creil Basis von Beobachtungsflugzeugen der Typen R.E.P. K und Farman M.F.7.
In der Zeit vor Beginn des Zweiten Weltkriegs wurde das Aerodrome zunächst zivil genutzt, anschließend bis zum Waffenstillstand durch die französischen Luftstreitkräfte.
Während der deutschen Besetzung Frankreichs wurde der heute existierende Flugplatz im Wald d’Halatte für die deutsche Luftwaffe gebaut. Hierzu entstanden unter anderem zwei betonierte Start- und Landebahnen. Nach einem kurzen Intermezzo Juni/Juli 1940 als Stützpunkt von He 111P der III. Gruppe des Kampfgeschwaders 28 (III./KG 28) waren in Creil in den folgenden Jahren Ju 88A einer Reihe von Verbänden, die durch Creil rotierten, stationiert. Während der Luftschlacht um England war bis Oktober 1940 die II. Gruppe des Kampfgeschwaders 76 (II.//KG 76) stationiert, gefolgt einige Zeit später vom Stab des gleichen Geschwaders, der hier zwischen März und Juni 1941 lag.
Nach knapp einjähriger reduzierter Nutzung waren Creil im Mai 1942 zunächst der Stab und die II. Gruppe des  Kampfgeschwaders 77 (S. und II./KG 77) und anschließend zwischen Juli und September der I. Gruppe (I./KG 77) stationiert. Zwischen Juni und Oktober 1942 lag mit der 3. Staffel der Aufklärungsgruppe 122 (3./FAufkl Gr) ein weiterer Spezialverband in Creil, der neben Ju 88A auch einige der D-Baureihe sowie Bf 109F in seinem Bestand hatte.
An die Stelle der I./KG77 trat im September 1942 die I. Gruppe des Kampfgeschwaders 6 (I./KG 6), die hier bis November 1942 stationiert blieb. Nach erneuter mehrmonatiger Phase reduzierten Flugbetriebs operierte zwischen März und Juni 1943 zunächst die III. Gruppe des KG 6 von Creil und der Stab des gleichen Geschwaders lag hier als letzter Ju-88A-Nutzer zwischen August und Dezember 1943.
Seit Ende September 1943 lag hier zumindest ein Teil der II. Gruppe des Jagdgeschwaders 2 (II./JG 2), die bis Dezember 1943 die Bf 109 G-6 flog. Ihre Aufgabe war die Abwehr der Tagangriffe von Bombern der amerikanischen Eighth Air Force. Zum Jahresende rüstete die Gruppe auf die Fw 190A um und der Stab des Geschwaders (S./JG 2) lag hier, ebenfalls mit der Fw 190A ausgerüstet, zwischen Mitte Mai und August 1944. Nach Beginn der alliierten Invasion in der Normandie kamen die I. und III. Gruppe hinzu, beide blieben hier bis Mitte Juli 1994.
Letzter deutscher Luftwaffenverband vor der Befreiung der Gegend durch die Westalliierten war in der zweiten Augusthälfte 1944 die I. Gruppe des Kampfgeschwaders 51 (I./KG 51), ein mit der Me 262A ausgerüsteter Jetverband.
Nach Befreiung der Gegend durch die Alliierten war Airfield A.81, so Creils alliierte Codebezeichnung, zwischen September 1944 und  Mai 1945 Heimat der 1st Transport Group (Provisonal) mit ihren C-47, C-53 und UC-64 und somit ein wichtiger Logistikstützpunkt der United States Army Air Forces (USAAF), unter anderem zum Nachschub während der Ardennenoffensive.

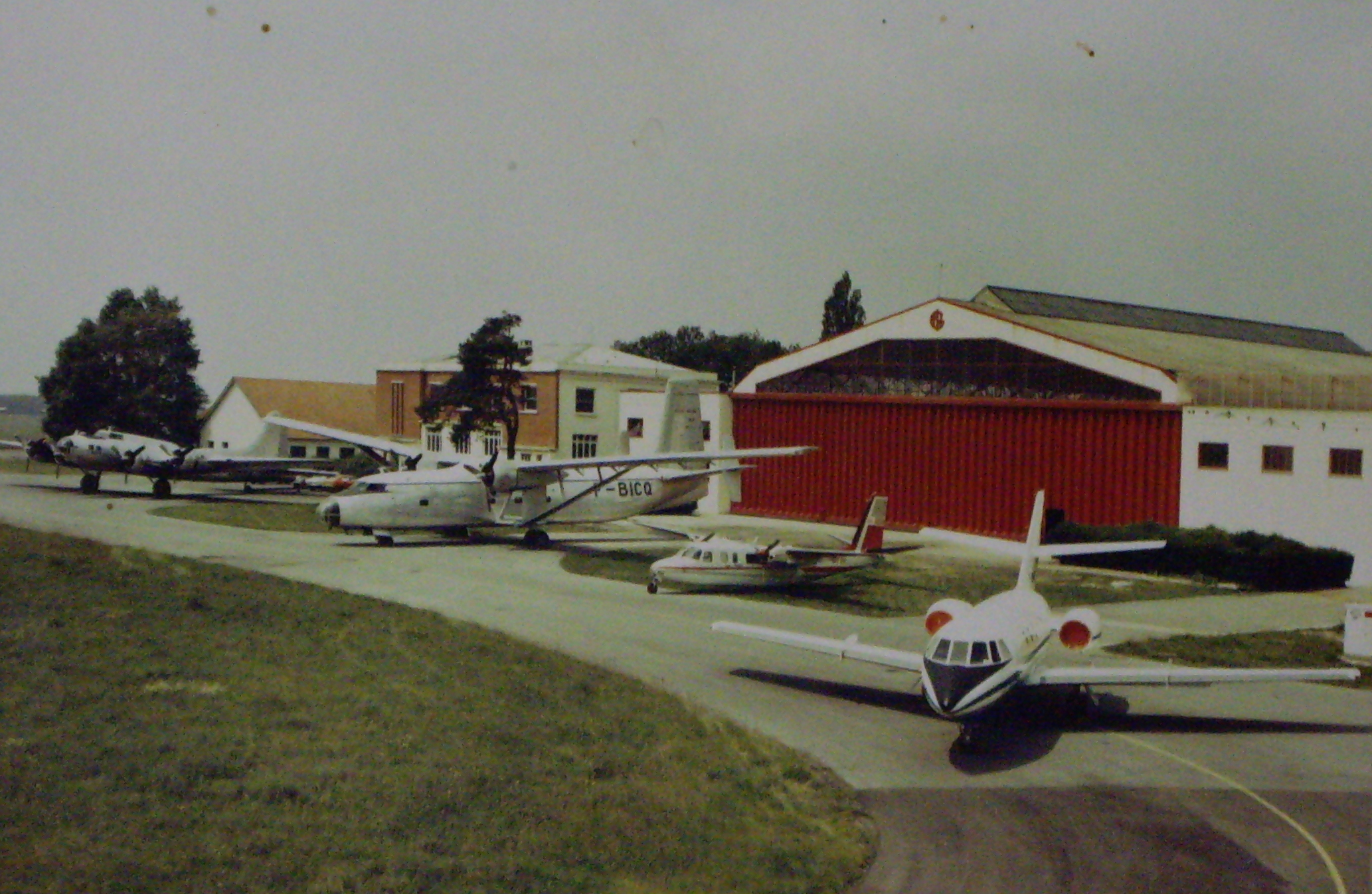
IGN-Flugzeuge

Im Jahr 1947 übernahm das Institut Géographique National (IGN) die von den Deutschen errichtete Anlage, das neben LeO 455 und Si 204 auch einige ausgemusterte B-17 nutzte. Drei Jahre später wurde beschlossen, den Flugplatz zu einer zeitgemäßen NATO-Basis für die Armée de l'Air auszubauen, die Bauarbeiten zogen sich über sieben Jahre hin und konnten erst 1958 abgeschlossen werden.
Erster fliegender Verband war ab Mitte 1954 einer Schul- und Kalibriergruppe, Escadron d’Entraînement et de Calibration 2/17 (EEC 2/17), das die Vampire flog. Im Dezember des Jahres wurde das 10. Jagdgeschwader, 10e Escadre de Chasse, mit zwei fliegenden Gruppen, EC 1/10 „Parisis“" und EC 2/10 „Seine“, neu aufgestellt. Die EEC 2/17 war dem Geschwader zunächst unterstellt, bevor sie im Frühjahr 1956 in dieses als 3. Jagdgruppe, EC 3/10 „Valois“, voll integriert wurde. Das Geschwader rüstete 1955/1956 zunächst auf die Mystère IIC um und ab Ende 1957 lief die Mystère IVA zu. Anfang 1958 wurde die 3. Jagdgruppe aufgelöst, der Name „Valois“ wurde dabei von der 1. übernommen, und ab Mai begann die Umrüstung auf die SMB.2 zunächst bei der 1. und ab Dezember bei der 2. Jagdgruppe.
Ab dem Jahr 1961 wurde der Flugplatz als Base d’Opérations de la Défense Aérienne (B.O.D.A. 110) bezeichnet, ein Hinweis auf die Aufgabe der Basis, die Luftverteidigung der Hauptstadt, und noch im gleichen Jahr wurde Creil für einige Zeit Basis der Vautour IIN der Nachtjagdgruppe ECN 1/30 „Loire“. Im Juni 1965 wurde Creil zusätzlich für 11 Jahre Stützpunkt einer Mirage-IVA-Bombergruppe, der Escadron de bombardement 3/91 (EB 3/91) „Beauvaisis“.
Die ersten Mirage IIIC trafen 1969 bei der EC 2/10 ein und fünf Jahre später begann auch bei der EC 1/10 die Umrüstung auf diesen Flugzeugtyp. Weitere sieben Jahre später begann im Herbst 1981 bei der EC 1/10 die Nutzung der Mirage F1C, während deren Mirage III bereits im Sommer an die EC 2/10 abgegeben worden waren. Die EC 1/10 verließ Creil im Frühjahr 1985 Richtung der Basis 112 Reims, das 10. Geschwader und die EC 2/10 wurden im anschließenden Frühsommer aufgelöst und die Basis Creil geschlossen.
Die Wiedereröffnung als Schulungszentrum für nicht-fliegerische Aktivitäten erfolgte 1990 als Ersatz der zur Schließung vorgesehenen Basis 272 Saint-Cyr.

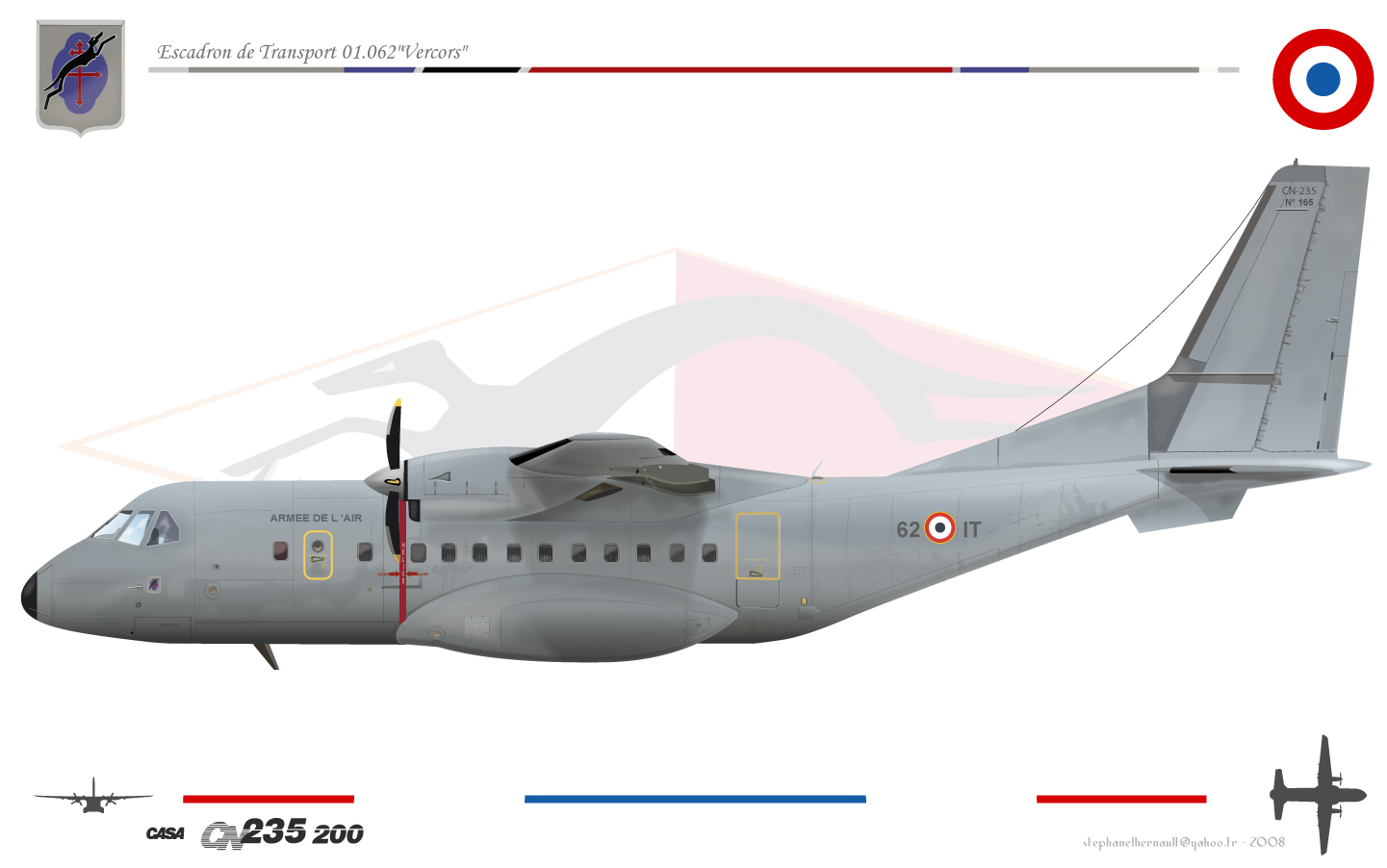
CN-235M-200, ET 1/62

Die erneute fliegerische Nutzung begann 1993, als Creil Basis der noch heute hier stationierten CN-235 wurde. Der erste Verband war die Transportgruppe Escadron de transport 1/62 (ET 1/62) „Vercors“, die zwischen 1993 bzw. 1994 und 1999 auch Fennec und Twin Otter betrieb. Darüber hinaus ist Creil seit 1994 administrative Basis der in Roissy stationierten Passagier-Transportflugzeuge der ET 3/60 „Esterel“ und neben der ET 1/62 liegt hier seit 2011 auch deren „Schwestergruppe“, die ET 3/62 „Ventoux“.
Seit 2009 wird der Flugplatz offiziell als „base de défense“ (BdD) bezeichnet, da er inzwischen nicht mehr nur ausschließlich von den Luftstreitkräften genutzt wird.
Kurz vor der geplanten Verlegung der „CASAs“ nach Évreux fand am 29. Juni 2016 im Gedenken an die 100 Jahre zuvor stattgefundene Schlacht um Verdun ein letzter Flugtag in Creil statt.
Die beiden Staffeln „Vercors“ und „Ventoux“ verlegten mit ihren „CASAs“ im Juli 2016 nach Évreux, der letzte symbolische CN-235-Flug fand am 10. August statt und der Flugbetrieb wurde am 31. August 2016 eingestellt.

## Heutige Nutzung
Die Basis beherbergt nach Einstellung des Flugbetriebs zurzeit (2022) eine einzelne fliegende Staffel, die ET 3/60 „Estérel“. Der Flugbetrieb ihrer Airbus A310 (seit 1993) und A330 (seit 2020) wird jedoch über Roissy abgewickelt. Die Staffel soll 2023 nach Istres verlegt werden.
Creil beheimatete eine Reihe weiterer (nichtfliegender) Unterstützungsverbände, die nicht nur zur Luftwaffe gehören.